# Bärgningsfordon

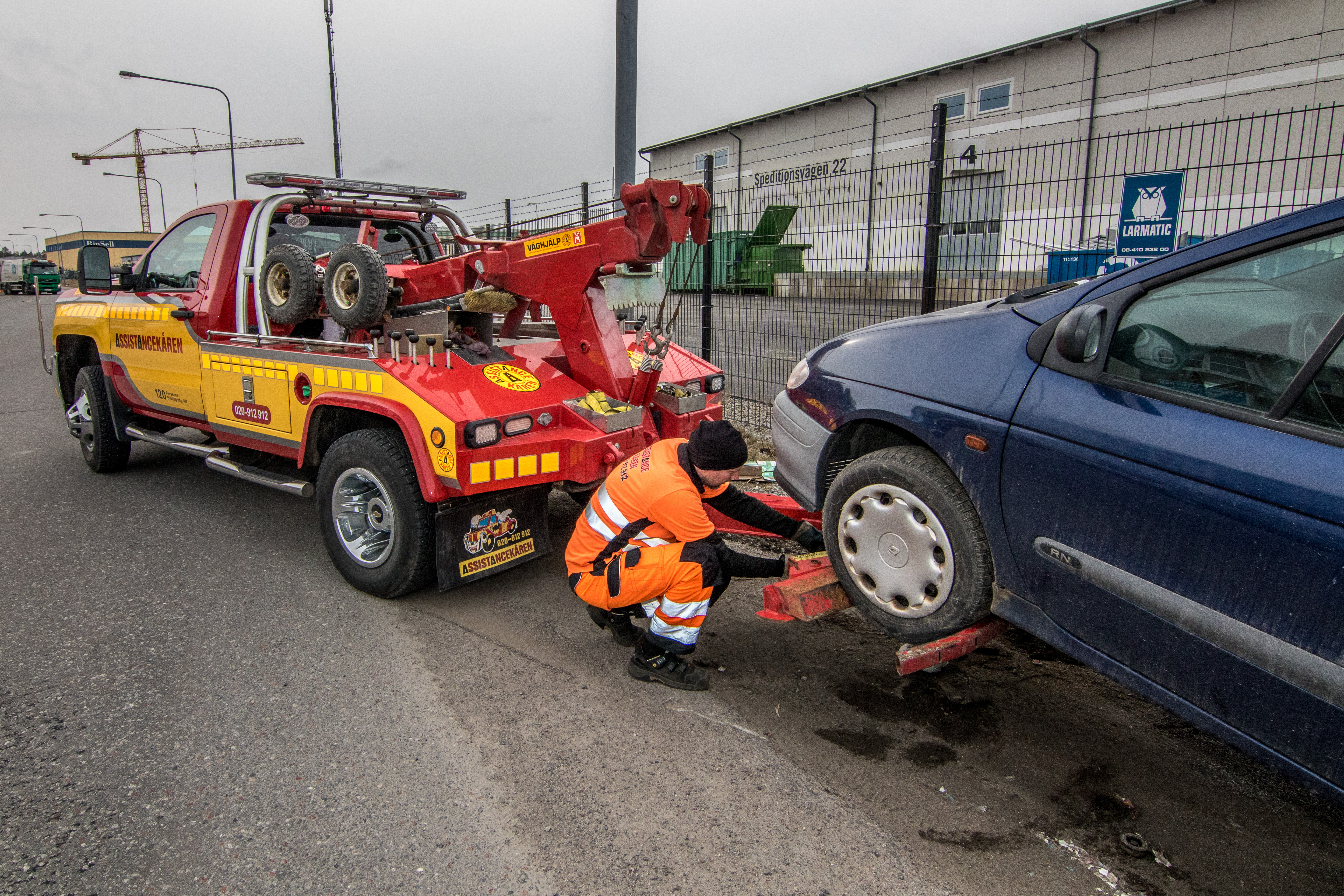
Bärgningsbil från Assistancekåren.

Bärgningsfordon, eller bärgningsbil, är ett fordon som används för att bärga fordon som på grund av något fel inte går att framföra med egen motor.

## Typer av bärgningsfordon

### Bärgningsbilar
Bärgningsbilar för transport av personbilar och mindre lastbilar är ofta byggda på bilar med ram tex, Chevrolet, Ford och Toyota. Bilarna har ett lyftaggregat och en vinsch på vanligast 3,6 till 5 ton. Dessa bilar kallas också city- eller garagebärgare då de oftast kommer in i låga garage och in på trånga ställen.

### Tungbärgare
Tungbärgare är ett bärgningsfordon avsedd för större fordon, främst lastbilar. Den är ofta utrustad med starka vinschar för 20-35 tons dragkraft. De flesta tungbärgare har en särskild lyftbom avsedd för att lyfta lastbilar i bladfjädrar, lyftbalkar och framvagn. En tungbärgare är oftast byggd på ett vanligt lastbilschassi som sedan registreras som bärgningsfordon hos bilprovningen efter att lämpliga redskap monterats.

## Film
En känd bärgningsbil i populärkulturen är Bärgarn i Disneys film Bilar.

## Bilder

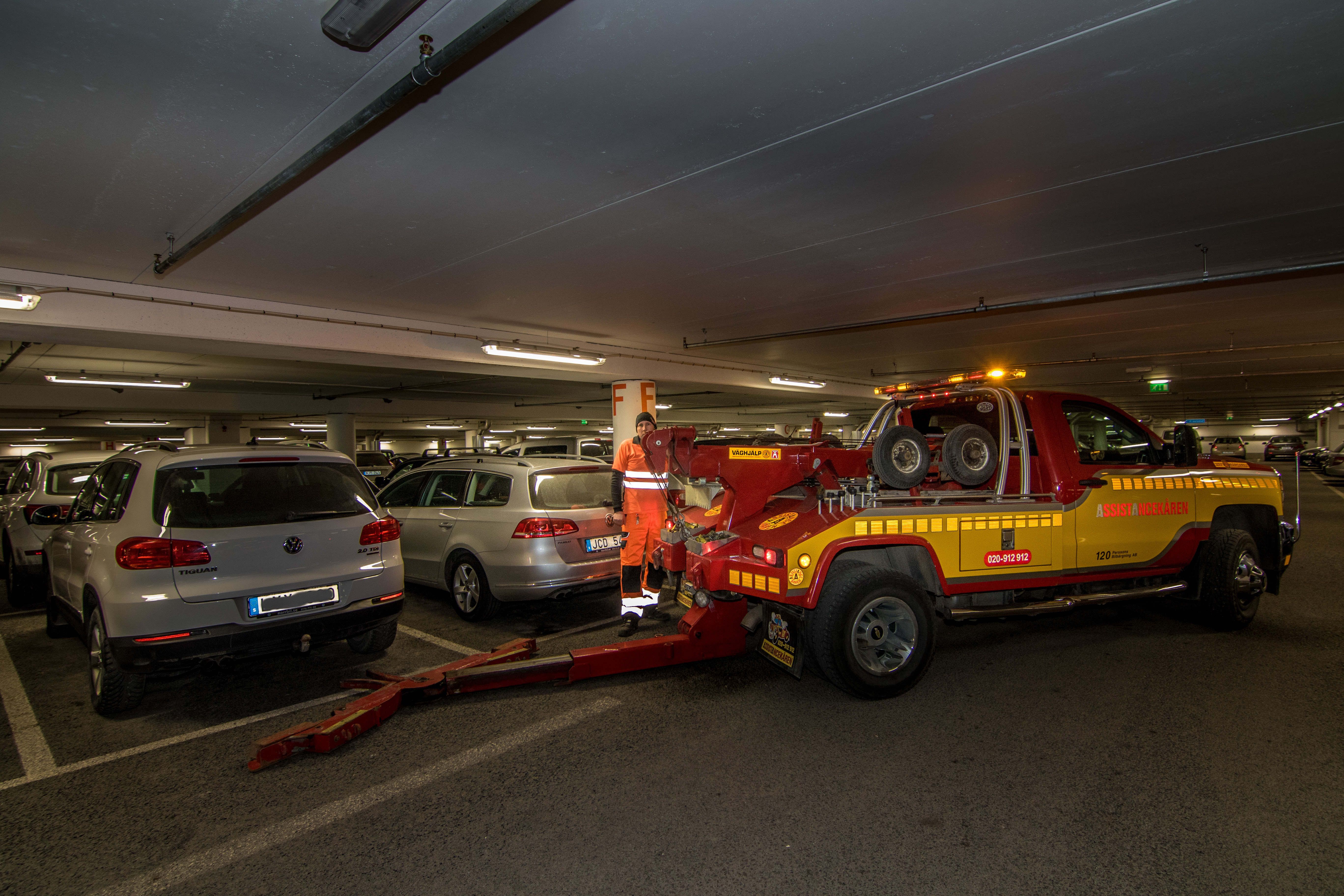
Garagebärgare, för bärgningsarbete i trånga utrymmen.
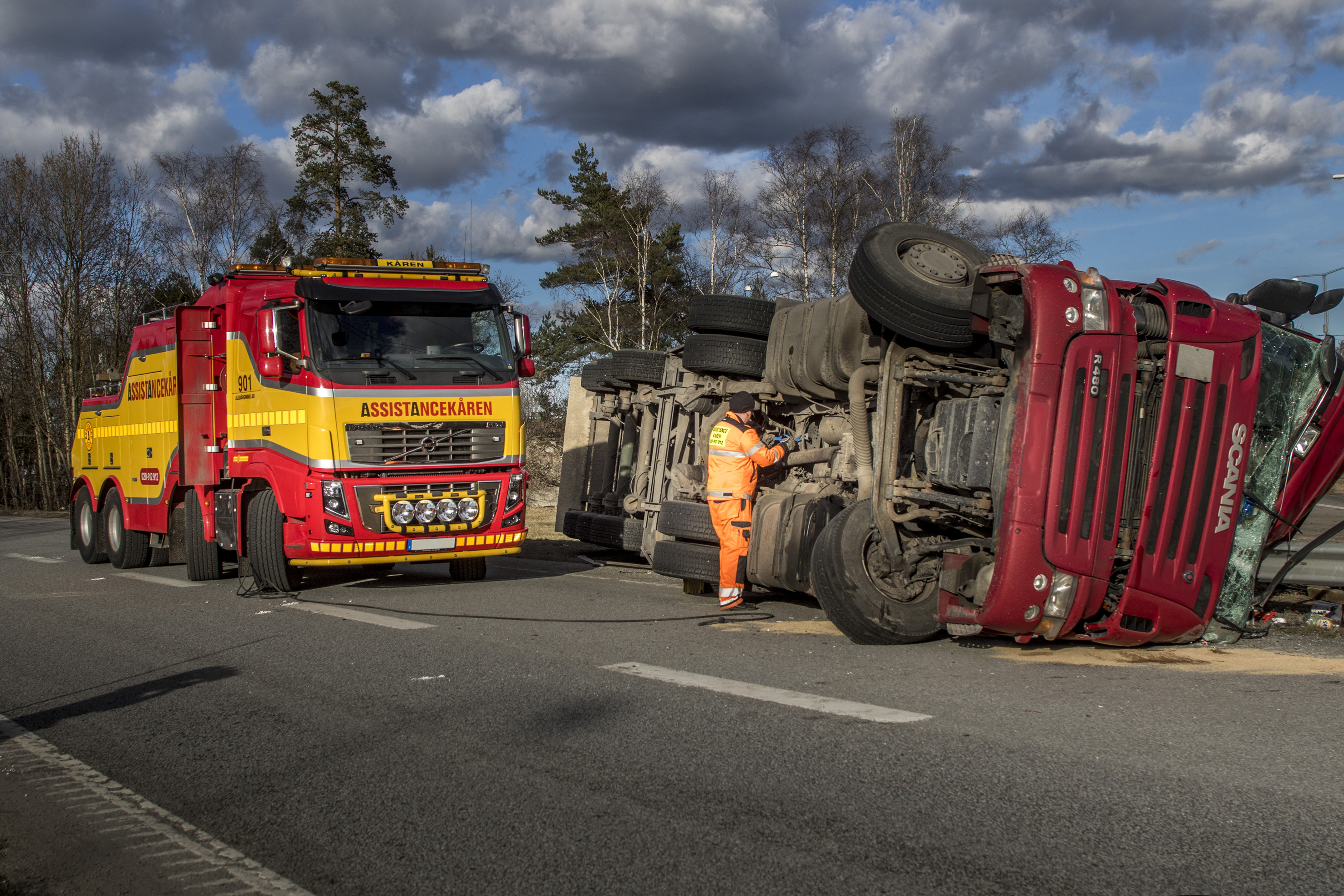
Tungbärgare.
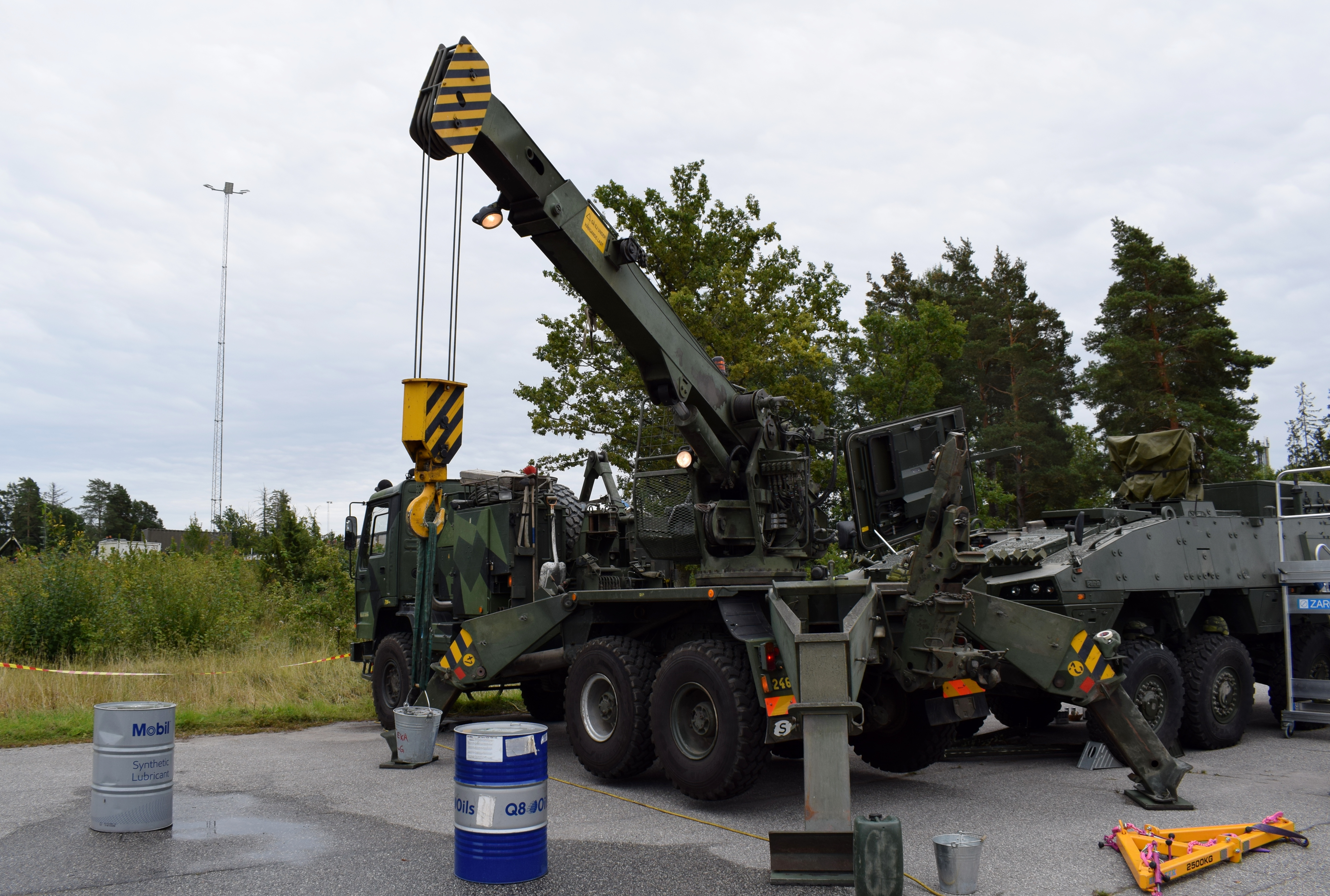
Bärgningsterrängbil 20T.
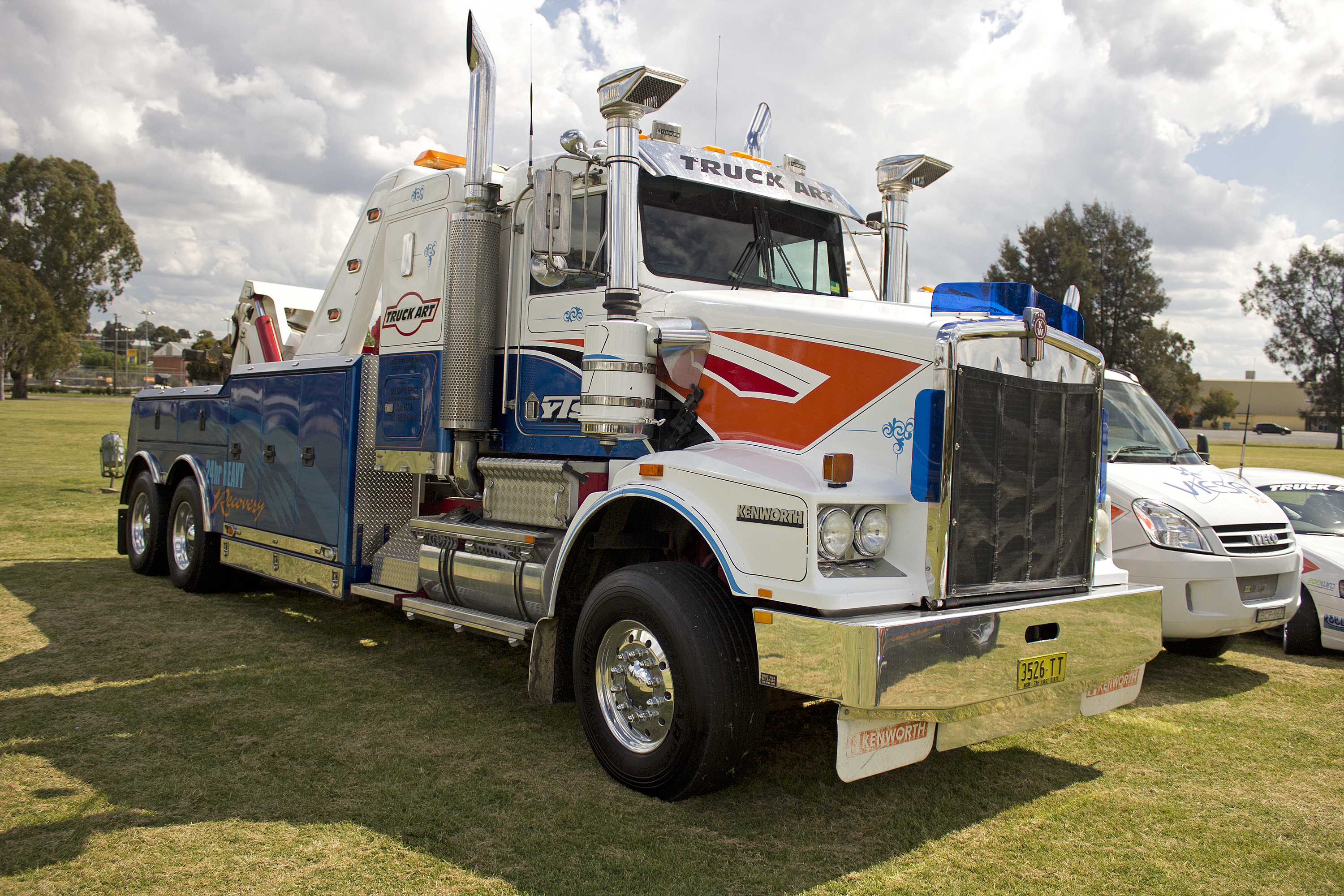
Amerikansk tungbärgare av modellen Kenworth T650.
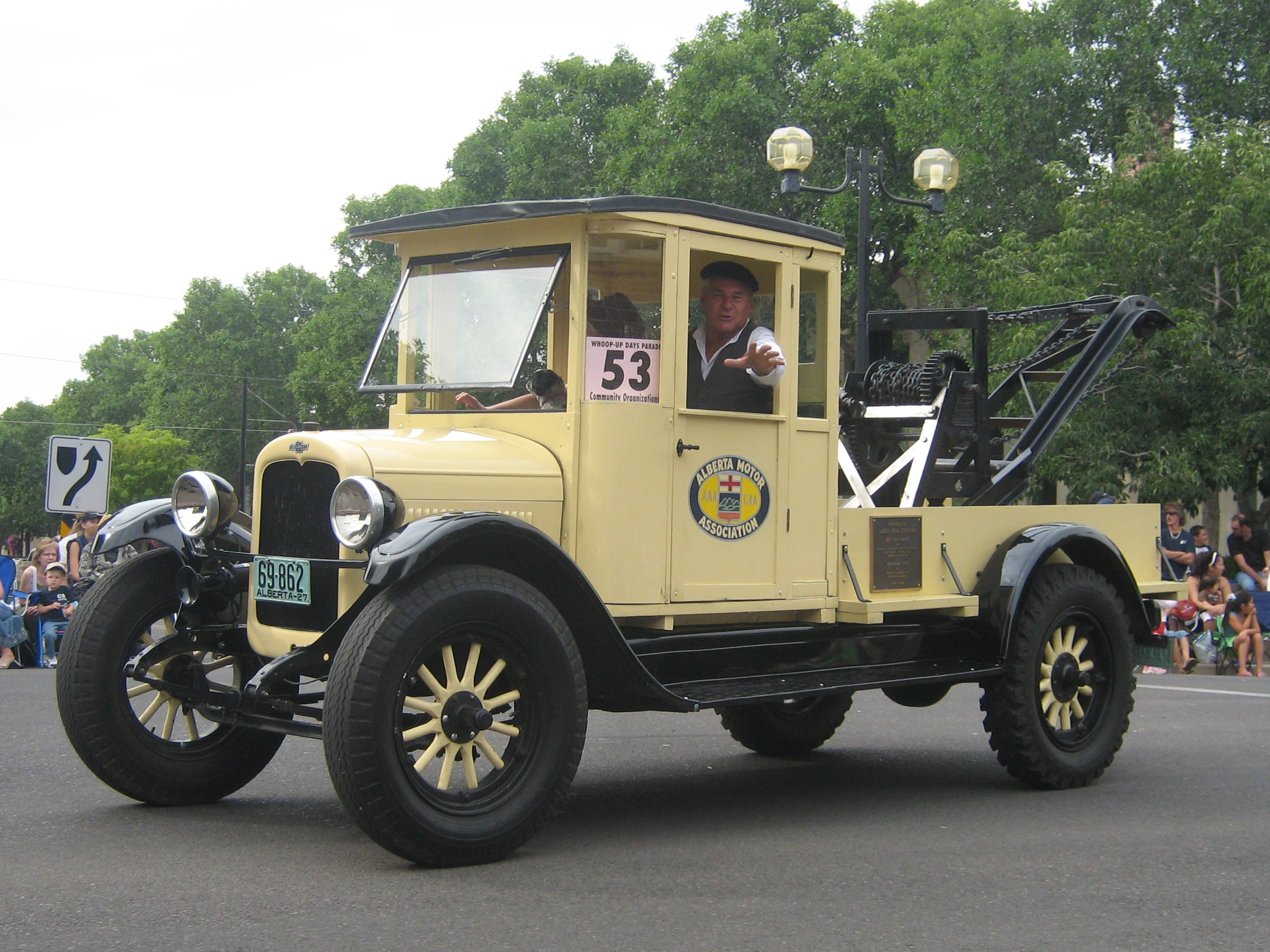
En gammal bärgningsbil tillverkad av Chevrolet i Lethbridge, Kanada.